# 1273 Helma
1273 Helma је астероид главног астероидног појаса чија средња удаљеност од Сунца износи 2,393 астрономских јединица (АЈ).
Апсолутна магнитуда астероида је 12,8 а геометријски албедо 0,051.